# Paul Meng Qinglu
Paul Meng Qinglu (chiń. 孟青祿; ur. 22 czerwca 1962) – chiński duchowny katolicki, arcybiskup metropolita Suiyuan od 2010.

## Życiorys
Święcenia kapłańskie otrzymał 16 lipca 1989.
Wybrany arcybiskupem metropolitą Suiyuan. Sakrę biskupią przyjął z mandatem papieskim 18 kwietnia 2010.